# Giennadij Obiczkin
Giennadij Dmitrijewicz Obiczkin (ros. Геннадий Дмитриевич Обичкин, ur. 31 sierpnia?/12 września 1899 we wsi Sinicyno w guberni carycyńskiej, zm. 1981 w Moskwie) – radziecki historyk.

## Życiorys
Do 1917 służył w rosyjskiej armii w ramach korpusu ekspedycyjnego na froncie zachodnim i brał udział w I wojnie światowej, w 1917 został internowany przez francuskie wojska i zesłany na przymusowe roboty do Algierii, po powrocie do Rosji w latach 1920–1921 służył w Armii Czerwonej. Od 1927 należał do WKP(b), w 1928 ukończył studia na Uniwersytecie Moskiewskim, a w 1931 aspiranturę Instytutu Filozofii Akademii Komunistycznej, w latach 1931–1945 pracował jako wykładowca i funkcjonariusz partyjny. Od 1945 pracował w Instytucie Marksa-Engelsa-Lenina przy KC WKP(b), w 1949 otrzymał tytuł profesora, od lipca 1952 do 25 stycznia 1961 był dyrektorem Instytutu Marksa-Engelsa-Lenina/Instytutu Marksa-Engelsa-Lenina-Stalina/Instytutu Marksa-Engelsa-Lenina przy KC WKP(b)/KPZR. Jednocześnie w latach 1957–1959 był głównym redaktorem pisma „Woprosy Istorii KPSS”, potem członkiem Głównej Redakcji Wielkiej Encyklopedii Radzieckiej i głównej redakcji Radzieckiej Encyklopedii Historycznej, 1962 otrzymał tytuł doktora nauk historycznych, a w 1964 tytuł Zasłużonego Działacza Nauki RFSRR. Był odznaczony Orderem Lenina, Orderem Rewolucji Październikowej, trzykrotnie Orderem Czerwonego Sztandaru Pracy i Orderem Przyjaźni Narodów.